# Emmanuil Xanthos
Emmanuil Xanthos (Grieks: Εμμανουήλ Ξάνθος) (Patmos, 1772 – Athene, 28 november 1852) was een Grieks handelaar. Hij staat bekend als een van de oprichters van de Filiki Eteria (Genootschap van Vrienden), een geheime Griekse organisatie in de 19e eeuw die zich ten doel stelde de Ottomaanse overheersing omver te werpen en een onafhankelijke Griekse staat te vestigen.

## Biografie
Xanthos werd geboren op het Griekse eiland Patmos in Ottomaans Griekenland. In zijn tienerjaren emigreerde hij naar Italië, waar hij werd ingewijd in het vrijmetselaarsverblijf Genootschap van vrijmetselaars van Sint-Mavra in Lefkada. Enige tijd later verhuisde hij naar Odessa in het toenmalige Rusland. Daar sloot hij een vriendschap met Nikolaos Skoufas en Athanasios Tsakalov. Het trio kwam op het idee om een geheime organisatie op te richten om de weg naar een onafhankelijke Griekse staat vrij te maken. In 1814 richtten zij die organisatie in Odessa op onder de naam Filiki Eteria (Genootschap van Vrienden). In 1818 verhuisde het genootschap naar Constantinopel om hun plannen verder uit te werken. In juli dat jaar werd Skoufas ernstig ziek en overleed, waarna Xanthos het leiderschap samen met Tsakalov voortzette. Vanaf 1821 vocht Xanthos mee in de Griekse Onafhankelijkheidsoorlog.

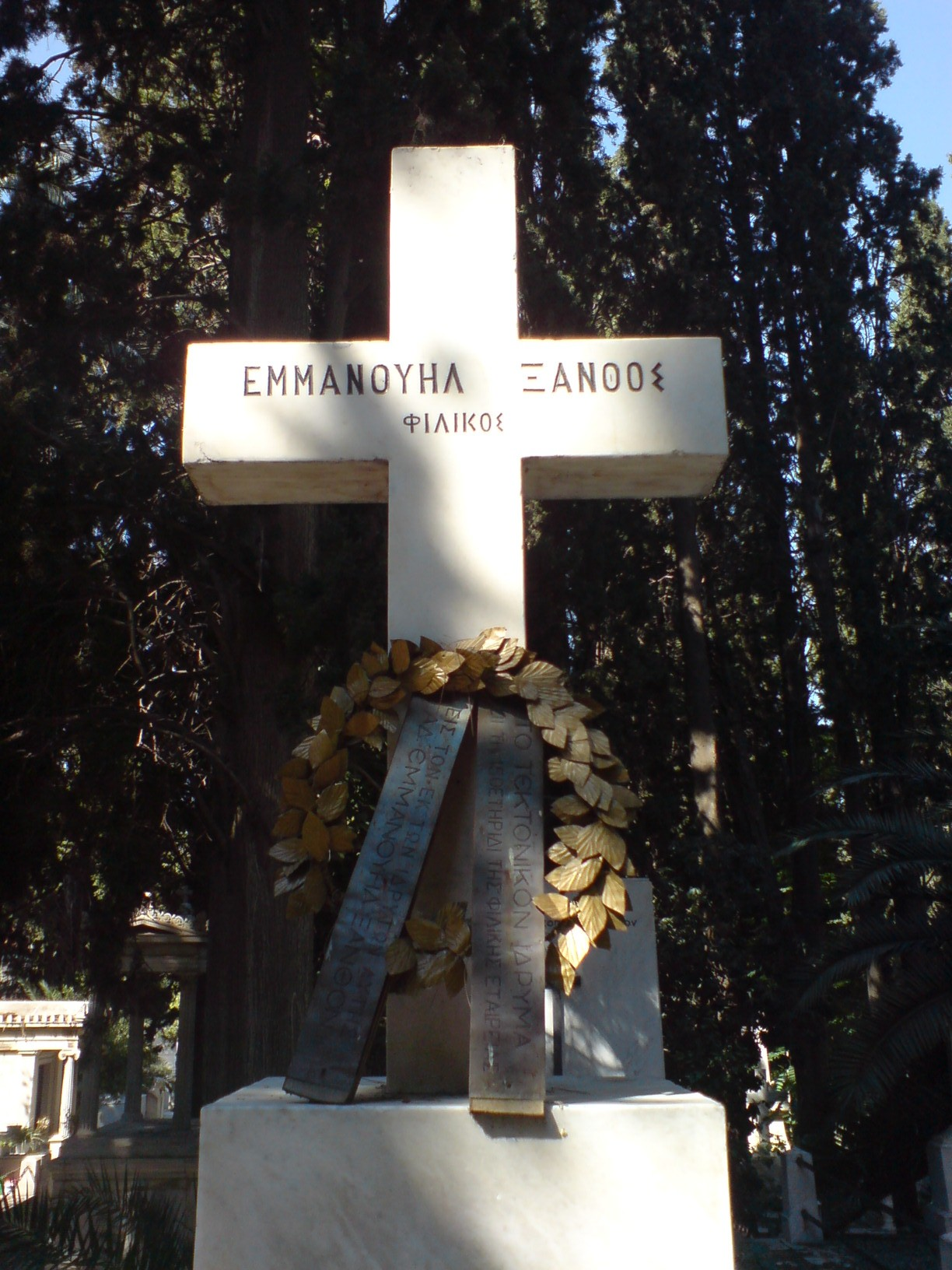
Graf van Xanthos in Athene

Tijdens de oorlog regelde Xanthos vanuit Oostenrijk de ontsnapping van Alexander Ypsilantis, de latere leider van Filiki Eteria, uit de Mugach-gevangenis. Vóór zijn dood in 1852 in Athene, schreef Xanthos zijn memoires onder de naam Απομνημονεύματα. Twee jaar na zijn overlijden, in 1854, werd het boek gedrukt en geldt heden ten dage als een van de belangrijkste werken omtrent de Griekse Onafhankelijkheidsoorlog.

## Privéleven
Xanthos was getrouwd met Sevasti Xanthou.